# Oshin
 (mars 2025).
La mise en forme du texte ne suit pas les recommandations de Wikipédia : il faut le « wikifier ».
Les points d'amélioration suivants sont les cas les plus fréquents. Le détail des points à revoir est peut-être précisé sur la page de discussion.
- Les titres sont pré-formatés par le logiciel. Ils ne sont ni en capitales, ni en gras.
- Le texte ne doit pas être écrit en capitales (les noms de famille non plus), ni en gras, ni en italique, ni en « petit »…
- Le gras n'est utilisé que pour surligner le titre de l'article dans l'introduction, une seule fois.
- L'italique est rarement utilisé : mots en langue étrangère, titres d'œuvres, noms de bateaux, etc.
- Les citations ne sont pas en italique mais en corps de texte normal. Elles sont entourées par des guillemets français : « et ».
- Les listes à puces sont à éviter, des paragraphes rédigés étant largement préférés. Les tableaux sont à réserver à la présentation de données structurées (résultats, etc.).
- Les appels de note de bas de page (petits chiffres en exposant, introduits par l'outil «  Source ») sont à placer entre la fin de phrase et le point final[comme ça].
- Les liens internes (vers d'autres articles de Wikipédia) sont à choisir avec parcimonie. Créez des liens vers des articles approfondissant le sujet. Les termes génériques sans rapport avec le sujet sont à éviter, ainsi que les répétitions de liens vers un même terme.
- Les liens externes sont à placer uniquement dans une section « Liens externes », à la fin de l'article. Ces liens sont à choisir avec parcimonie suivant les règles définies. Si un lien sert de source à l'article, son insertion dans le texte est à faire par les notes de bas de page.
- La présentation des références doit suivre les conventions bibliographiques. Il est recommandé d'utiliser les modèles {{Ouvrage}}, {{Chapitre}}, {{Article}}, {{Lien web}} et/ou {{Bibliographie}}. Le mode d'édition visuel peut mettre en forme automatiquement les références.
- Insérer une infobox (cadre d'informations à droite) n'est pas obligatoire pour parachever la mise en page.

Pour une aide détaillée, merci de consulter Aide:Wikification.
Si vous pensez que ces points ont été résolus, vous pouvez retirer ce bandeau et améliorer la mise en forme d'un autre article.
Oshin (en arménien Օշին), né en 1283 et mort le 20 juillet 1320, est un roi d'Arménie de 1308 à 1320. Il est fils de Léon III, roi d'Arménie, et de Kéran de Lampron, tous deux de la famille des Héthoumides.

## Naissance et Famille
- Naissance : 1283
- Parents : Léon III, roi d'Arménie, et Kéran de Lampron
- Frères et Sœurs : Incluent Héthoum II, Constantin III, Thoros III, Alinax d'Arménie.

## Ascension au Trône
En 1303, à la suite de la défaite mongole contre les Mamelouks à la bataille de Shaqhab, Ghazan fournit 1,000 Mongols sous le commandement de Bilarghu pour protéger la Cilicie arménienne contre les incursions mameloukes.
En 1307, Bilarghu, déjà en mauvaise relation avec Héthoum II, fut impliqué dans un complot interne qui mena à l'assassinat des dirigeants arméniens. Héthoum II et Léon III avaient soutenu et organisé la fusion de l'Église arménienne avec l'Église catholique, mais faisaient face à une forte opposition interne. La faction opposée alla voir Bilarghu, accusant Héthoum de comploter une insurrection contre les Mongols.
Le 17 novembre, lors d'un banquet organisé par Bilarghu à Anazarbe, il décida de les exécuter, ainsi que leur suite. Léon IV fut lâchement étranglé avec une corde d'arc
Oshin et son jumeau Alinakh, frères de Héthoum, réagirent immédiatement en marchant contre Bilarghu, le vainquant et le forçant à quitter la Cilicie. Oshin fut alors couronné nouveau roi du royaume de Cilicie arménienne, affirmant ainsi son autorité en 1308.
Öljeitü apporta la tête de Bilarghu à Oshin, mais ce dernier expulsa également les représentants d'Öljeitü de Cilicie.

## Règne

### Politique Religieuse

#### Synode de Sis (1307)
- Contexte : Initié par le Patriarche Grégoire VII d'Anazarbe pour tenter une union entre l'Église arménienne et l'Église de Rome. Grégoire VII, décédé avant le synode, avait envoyé une lettre pour cette réunion, mais c'est son successeur, Constantin, évêque de Césarée, qui a vu la réalisation de cette assemblée.
- Participants : Le synode a rassemblé 36 évêques, 10 vartabets (docteurs de la loi), et 7 abbés, avec la présence du roi Léon III et de son père Hethum, ainsi que d'autres princes et seigneurs.

#### Synode d'Adana (1316)
- Contexte : Après l'assassinat de Léon III et de son père par Bilarghu, Oshin convoqua ce synode pour renforcer les décisions du Synode de Sis et affirmer la politique religieuse de son règne.
- Participants : Ce synode a compté 18 évêques, 5 vartabets, 2 abbés, ainsi que des prêtres et des savants religieux, en présence du roi et de nombreux seigneurs.
- Décrets :
  - Adoption des Pratiques Liturgiques : Le synode a abordé et soutenu l'adoption de pratiques liturgiques conformes à celles de l'Église romaine, notamment la mixture d'eau au vin durant la messe, qui était un sujet de divergence liturgique entre les deux Églises.
  - Clarification Doctrinale : Il a réaffirmé la doctrine des deux natures du Christ (divine et humaine), en opposition au monophysisme qui avait été prédominant dans certaines sections de l'Église arménienne. Ce point était crucial pour aligner l'Église arménienne avec le credo chalcédonien adopté par l'Église romaine.
  - Calendrier Liturgique : Le synode a également soutenu la séparation des célébrations de la Nativité et de l'Épiphanie, conformément aux pratiques de l'Église romaine, alors que dans certaines traditions ces événements étaient célébrés conjointement[3].

### Relations Extérieures
- Diplomatie et Commerce : Oshin a cherché à renforcer les liens commerciaux avec l'Europe, notamment avec Venise, Gênes, Pise, et la Catalogne. Des discussions de mariage avec la fille de Jacques d'Aragon n'ont pas abouti.

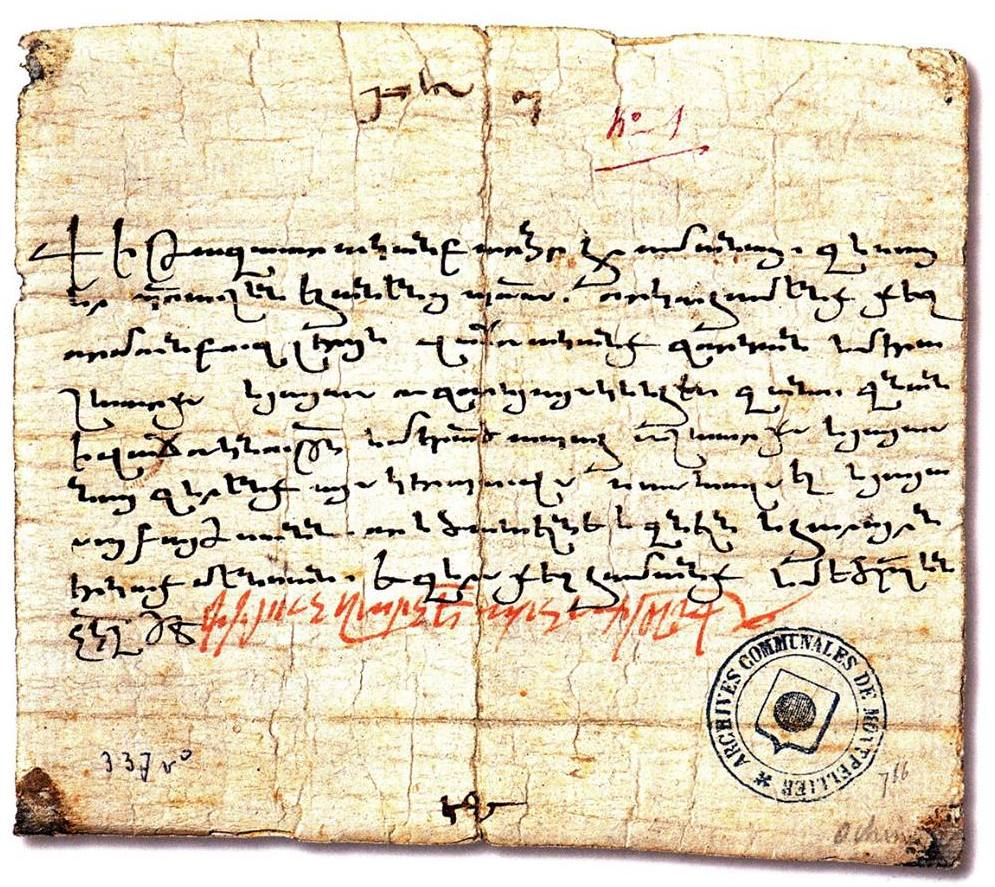
Privilège accordé le 7 janvier 1314 par le roi arménien de Cilicie, Oshin, aux marchands de Montpellier. Le recto porte la signature du roi marquée en rouge. Le texte présente un style hybride entre le bolorgir et le notrgir. Conservé aux Archives Municipales de Montpellier.

- Privilège accordé le 7 janvier 1314 par le roi arménien de Cilicie, Oshin, aux marchands de Montpellier. Le recto porte la signature du roi marquée en rouge. Le texte présente un style hybride entre le bolorgir et le notrgir. Conservé aux Archives Municipales de Montpellier.Alliances et Conflits : Oshin a démontré l'importance des alliances européennes pour la survie de l'Arménie cilicienne. Il renforça ses alliances en se mariant avec la royauté de Chypre et sollicita l'aide de leaders européens, dont le pape Jean XXII, Philippe le Bel, et Pierre II de Sicile, pour une croisade en Terre Sainte. Informé de ses intentions, le Sultan de Bagdad et d'Égypte lança une armée contre lui en 1319, que Oshin tailla en pièces. Son isolement face à l'Égypte des Mamelouks après la mort de Khan Gazan illustre la complexité des relations internationales de l'époque, où il dut combattre seul contre les Égyptiens et les Karamanides[4],[1].

### Politique
- Centralisation du Pouvoir : Oshin a tenté de centraliser l'autorité royale, ce qui a créé des tensions avec la noblesse arménienne. Son règne a été marqué par des intrigues politiques et des assassinats, comme celui de sa sœur Isabelle et de ses neveux par Oshin de Korikos. Dans le cadre de ces luttes internes, il y eut aussi des confiscations de biens, notamment à l'égard de ceux perçus comme des opposants ou des traîtres au régime. Oshin a pris des mesures audacieuses en confisquant des terres et des forteresses sous le contrôle des Hospitaliers, exacerbant les relations avec cet ordre militaire.

- Relations Tendues  Le roi Oshin de Cilicie et Henri II de Chypre furent liés par des relations complexes, marquées par des luttes dynastiques et des intrigues politiques. Ces tensions furent amplifiées par le mariage de la sœur d’Oshin, Isabelle d’Arménie, avec Amaury de Lusignan, frère d’Henri. Après qu’Amaury usurpa le trône chypriote, Henri II fut capturé et détenu sans toutefois malmener ce dernier brièvement par Oshin en Cilicie. Toutefois, après l’assassinat d’Amaury en 1310, Oshin relâcha Henri et le renvoie à Chypre, geste qui lui vaut la gratitude de ce dernier.

- Mort d'Amaury II de Chypre :
  - Gouverneur du royaume de Chypre : Amaury II de Chypre avait pris le titre de gouverneur du royaume avec l'aide de Balian d'ibelin et l'Ordre du temple après avoir usurpé le trône de son frère, Henri II.
  - Amaury II de Chypre persécuta les barons loyalistes.
  - Amaury II de Chypre meurt le 5 juin 1310, assassiné par Simon de Montolif.

- Henri II de Chypre à nouveau Roi de Chypre :
  - Libération d'Henri II : Oshin libéra Henri, qui retourna à Chypre et retrouva son trône avec l'aide des Chevaliers de l'Hôpital. Henri emprisonna de nombreux complices d'Amaury, parmi lesquels leur beau-frère Balian d'Ibelin, prince de Galilée, et d'autres parents de Balian. Il supervisa la dissolution de l'Ordre du Temple à Chypre et le transfert de leurs propriétés aux Hospitaliers de l'Ordre de Saint-Jean de Jérusalem[5]

### Culture et Influence Latine
- Assimilation Culturelle : Sous Oshin, l'Arménie a vu une intégration croissante de la culture latine, avec l'adoption de noms, titres, et lois latines. Les Assises d'Antioche ont été traduites en arménien, et le français était utilisé dans les actes publics.
- Résistance Culturelle : Il y a eu une opposition à cette occidentalisation, notamment de la part de figures comme Nersès de Lampron.

### Contributions Architecturales et Religieuses
- Église de Saint-Paul à Tarse : Construite par Oshin au début du XIVe siècle, elle a ensuite été convertie en mosquée après la conquête turque, connue sous le nom de Kilisé-Djami.
  - Inscription sur la Mosquée de Kilisé-Djami: Une inscription sur une porte intérieure de cette mosquée, autrefois une église arménienne, atteste de la construction du monument sous Oshin[6]:

- Reliques de sainte Thècle

Jacques II (roi d'Aragon) acquit auprès du roi Oshin d’Arménie les bras de sainte Thècle, ensuite transférée à Tarragone, Cette transaction visait à renforcer les alliances diplomatiques entre l'Arménie et l'Occident chrétien. Les reliques furent placées à la cathédrale de Tarragone, où elles sont encore vénérées aujourd'hui lors du Festival de sainte Thècle, un événement marquant de la ville
- L'Évangile des Huit Peintres : Oshin a soutenu les arts à sa cour, comme en témoigne la participation d'un enlumineur connu sous le nom d' "Élève de Sarkis Pitsak". Les miniatures de ce manuscrit reflètent la richesse culturelle et artistique de son règne.

## Décès
Mort : Le 20 juillet 1320, Oshin, gravement malade après avoir mené de rudes batailles contre l’invasion mamelouke, qu’il dut affronter seul et sans soutien extérieur, lutta jusqu’au bout pour défendre son royaume. Affaibli par des années de combats incessants et profondément marqué par la perte de son frère jumeau Alinakh en 1317, il fit face avec courage à la destruction de ses terres et à la perte de ses sujets. Malgré son état, il refusa de fuir, jusqu'à son dernier souffle à Drazark.
Selon Abu’l-Fidā’, Oshin serait mort de causes naturelles des suites de sa maladie en juin-juillet 1320, bien qu'une croyance populaire attribue son décès à un empoisonnement orchestré par son cousin Oshin de Korikos.
- Succession : Après sa mort, son fils Léon V lui succéda sous la régence de son cousin.

## Héritage
- Impact Culturel : Son règne représente une tentative de fusion des cultures arménienne et latine

## Mariages et Descendance
- Mariages :
  - Isabelle de Korikos: Première épouse, de laquelle naquit :
    - Léon V, successeur d'Oshin.
    - Un autre Léon, mort jeune.

  - Jeanne de Tarente : Seconde épouse, marié en 1316, avec qui il eut un enfant décédé jeune.
  - Fiançailles avec Isabelle d'Aragon (1312) qui furent annulées.

## Sources
- René Grousset, L'Empire du Levant : Histoire de la Question d'Orient, Paris, Payot, coll. « Bibliothèque historique », 1949 (réimpr. 1979), 648 p. (ISBN 978-2-228-12530-7), p. 401.
- (en) « Armenia », sur Foundation for Medieval Genealogy (consulté le 20 juin 2010).